# Ryszard Miazek
Ryszard Waldemar Miazek (ur. 18 maja 1945 w Kocierzewie, zm. 29 października 2020 w Warszawie) – polski ekonomista i publicysta. W 1992 rzecznik prasowy rządu kierowanego przez Waldemara Pawlaka, w latach 1993–1996 członek Krajowej Rady Radiofonii i Telewizji, w latach 1996–1998 prezes zarządu Telewizji Polskiej, w latach 2000–2002 prezes zarządu Polskiego Radia.

## Życiorys
W 1959 ukończył szkołę podstawową w Kocierzewie, w 1965 Technikum Rolnicze w Piasecznie, w 1973 rolnicze studia inżynierskie w Szkole Głównej Gospodarstwa Wiejskiego, a w 1980 eksternistyczne studia ekonomiczne na tej samej uczelni. W 1987 uzyskał stopień doktora nauk ekonomicznych. Specjalizował się w ekonomice rolnictwa.
Działał w Związku Młodzieży Wiejskiej, którego koło założył w rodzinnej miejscowości; od 1967 zasiadał w zarządzie wojewódzkim organizacji. W latach 1965–1966 był organizatorem obsługi rolnictwa w lokalnej Gminnej Spółdzielni „Samopomoc Chłopska”, prowadził jednocześnie gospodarstwo rolne. W 1966 wstąpił do Zjednoczonego Stronnictwa Ludowego, organizował kilka kół tej partii, w latach 70. był prezesem gromadzkiego komitetu ZSL. Od 1966 do 1973 pracował w radach narodowych, m.in. jako agronom. Następnie do 1978 był kierownikiem działu w redakcji czasopisma „Plon”. Od 1982 był komentatorem w „Rzeczpospolitej”, później od 1983 do 1987 zajmował stanowisko starszego asystenta w Instytucie Ekonomiki Rolnictwa i Gospodarki Żywnościowej. Od 1985 współpracował z miesięcznikiem „Wieś Współczesna”, od 1987 do zamknięcia pisma kierował jego działem politycznym. W latach 1989–1993 był organizatorem i następnie redaktorem naczelnym kwartalnika „Wieś i Państwo”.
W 1990 został członkiem Polskiego Stronnictwa Ludowego. Był kierownikiem działu programowego i rzecznikiem prasowym tej partii. Od 9 czerwca do 10 lipca 1992 pełnił funkcję rzecznika prasowego Waldemara Pawlaka w okresie pełnienia przez niego funkcji premiera. W 1992 był członkiem założycielem Ludowego Towarzystwa Naukowo-Kulturalnego. W 2007 z ramienia PSL bez powodzenia ubiegał się o mandat senatora, a w 2018 o mandat radnego sejmiku mazowieckiego.
W latach 1993–1996 zasiadał w Krajowej Radzie Radiofonii i Telewizji (w 1996 był jej wiceprzewodniczącym), następnie do 1998 pełnił funkcję prezesa zarządu Telewizji Polskiej. W latach 1998–2000 był redaktorem naczelnym „Zielonego Sztandaru” i prezesem zarządu spółki „Wydawnictwo Ludowe”. Od stycznia 2000 do lipca 2002 pełnił funkcję prezesa Polskiego Radia. W latach 2003–2007 był dyrektorem Centralnej Biblioteki Rolniczej im. Michała Oczapowskiego w Warszawie. Później został zastępcą dyrektora Mazowieckiego Centrum Kultury (jednocześnie założył dwumiesięcznik „Realia i co dalej…”, którego został redaktorem naczelnym), po czym w 2008 powrócił na stanowisko dyrektora CBR. Został również wykładowcą na Wydziale Nauk Humanistycznych SGGW. Funkcję dyrektora CBR pełnił do stycznia 2015. Następnie do końca lipca 2016 był zatrudniony w tej placówce jako redaktor naczelny kwartalnika „Kultura Wsi”. Od września 2017 zajmował stanowisko kierownika Działu Naukowo-Oświatowego Muzeum Historii Polskiego Ruchu Ludowego w Warszawie.
Był wiceprezesem zarządu krajowego Towarzystwa Uniwersytetów Ludowych, a także przez dwie kadencje prezesem Stowarzyszenia Dziennikarzy im. Władysława Reymonta, które współorganizował. Był autorem szeregów artykułów, a także książek – o Zygmuncie Chamcu wydanej w 2005 oraz o Irenie Kwiatkowskiej i Mieczysławie Kraszewskim wydanej w 2009.
Zmarł 29 października 2020 w wyniku COVID-19 w okresie światowej pandemii tej choroby. Został pochowany 4 listopada 2020 na cmentarzu w Milanówku.

## Odznaczenia i wyróżnienia
Odznaczony Krzyżem Oficerskim Orderu Odrodzenia Polski (2014), a także Złotym i Srebrnym Krzyżem Zasługi oraz Medalem „Za zasługi dla Ruchu Ludowego” im. Wincentego Witosa. W 2002 w uznaniu „wybitnych zasług dla radia publicznego” otrzymał nagrodę Złoty Mikrofon (przyznaną wtedy po raz pierwszy w historii), a w 2015 otrzymał Medal Pamiątkowy „Pro Masovia”. Otrzymał także nagrodę publicystyczną im. Tomasza Nocznickiego.

## Życie prywatne
Syn Jana i Marianny. Był żonaty z Natalią, miał dwóch synów: Tomasza i Pawła; mieszkał w Milanówku.